# James Anderson (nationaløkonom)
 For alternative betydninger, se James Anderson. (Se også artikler, som begynder med James Anderson)
James Anderson (født 23. maj 1739, død 15. oktober 1808) var en skotsk agerbrugsforfatter og socialøkonom.
Oprindeligt landmand gjorde Anderson sig ved sine skrifter på agrikulturkemiens, jordbundslærens og jordrenteteoriens område så fortjent, at han 1777 udnævntes til æresdoktor ved Universitetet i Aberdeen. Navnlig må han nævnes som fader til den herskende jordrentelære, der særlig er knyttet til David Ricardos navn, og som denne senere — om end på en noget anden måde — nærmere udformede.